# Le Tigre (album)
Az 1999-es Le Tigre a Le Tigre debütáló nagylemeze. A Deceptacon a 2006-os norvég Reprise és a 2003-as Yeah Roght! filmekben szerepelt. Az album bekerült az 1001 lemez, amit hallanod kell, mielőtt meghalsz című könyvbe.

## Az album dalai
|     | Cím                          | Szerző(k) | Hossz |
| --- | ---------------------------- | --------- | ----- |
| 1.  | Deceptacon                   | Le Tigre  | 3:04  |
| 2.  | Hot Topic                    | Le Tigre  | 3:44  |
| 3.  | What's Yr Take on Cassavetes | Le Tigre  | 2:22  |
| 4.  | The The Empty                | Le Tigre  | 2:04  |
| 5.  | Phanta                       | Le Tigre  | 3:14  |
| 6.  | Eau d'Bedroom Dancing        | Le Tigre  | 2:55  |
| 7.  | Let's Run                    | Le Tigre  | 2:34  |
| 8.  | My My Metrocard              | Le Tigre  | 3:07  |
| 9.  | Friendship Station           | Le Tigre  | 2:48  |
| 10. | Slideshow at Free University | Le Tigre  | 2:47  |
| 11. | Dude, Yr So Crazy!           | Le Tigre  | 3:26  |
| 12. | Les and Ray                  | Le Tigre  | 2:06  |

## Közreműködők
- Le Tigre – előadó, producer
- Suzanne Dyer – keverés
- Chris Stamey – producer

## Fordítás
- Ez a szócikk részben vagy egészben a Le Tigre (album) című angol Wikipédia-szócikk ezen változatának fordításán alapul.  Az eredeti cikk szerkesztőit annak laptörténete sorolja fel. Ez a jelzés csupán a megfogalmazás eredetét és a szerzői jogokat jelzi, nem szolgál a cikkben szereplő információk forrásmegjelöléseként.